# Dronning Maud Land

karta över Antarktis med markering för Drottning Mauds land

Norges flagga

Dronning Maud Land (svenska: 'Drottning Mauds land') är ett så kallat norskt biland och den landsektor av Antarktis som Norge ensidigt gjort anspråk på sedan 1939. Ett tidigare ej ianspråktaget område söder om 1939 års gränsdragning, ner till sydpolen, blev officiellt annekterat 12 juni 2015.

## Geografi
Området har en area om ca 2 800 000 km² (en yta drygt sex gånger så stor som Sverige) och ligger mellan längdgraderna 20° V och 45° Ö. Det finns ingen fastslagen gräns mot norr eftersom alla territoriella krav blev avlysta innan Norge hade framställt något officiellt krav. Det är allmänt accepterat att området följer andra länders gränsdragningar. Området är till största delen täckt av en cirka 2,5 km tjock ismassa året runt.
Kusten är bergig med klippiga toppar på 3 600 meter, vilka sticker upp som nunataker över isytan en bit innanför kusten. Istäcket sticker ut i havet och bildar en runt 30 meter hög vägg mot havet längs större delen av kusten. Landstigning är endast möjlig på ett fåtal ställen. Större fartyg med en stor kran kan lasta på och av direkt på istäcket.
Området gränsar till Coats Land (inom Storbritanniens anspråk) i väster och Enderby Land (inom Australiens anspråk) i öster.
Dronning Maud Land omfattar områdena:
- Kronprinsesse Märtha Kyst
- Prinsesse Astrid Kyst
- Prinsesse Ragnhild Kyst
- Prins Harald Kyst
- Kronprins Olav Kyst

Området saknar bofast befolkning förutom forskare och driftpersonal på Trollstationen, som ligger 235 km från kusten (72°S 2°E). Den är numera bemannad året runt, och det finns en riktig landningsbana för långdistansflyg.
Sverige har två sommaröppna forskningsstationer kallade Svea (74°S 11°W) och Wasa (73°S 13°W). Det finns ytterligare ett antal stationer som tillhör olika länder.

## Historia
Området upptäcktes 1820 av en rysk expedition. Det utforskades sedan av en serie norska expeditioner, bland annat med flyg 1927–30. Området förklarades den 14 januari 1939 stå under norsk överhöghet. Namnet gavs på 1920-talet efter Norges drottning Maud av Storbritannien.

## Förvaltning och status
Dronning Maud Land förvaltas tillsammans med Bouvetön och Peter I:s ö direkt från Norge av Norska polarinstitutet (Norsk Polarinstitutt) som en del inom Norska Antarktis. Precis som andra länders territoriella krav på Antarktis är detta omstritt. Norge har tillsammans med andra länder med territoriella krav inom Antarktis kommit överens att inte driva kravet. Det innebär att i praktiken tillhör Antarktis inte något land. Det finns ändå en norsk lag som säger att norsk lag gäller inom Dronning Maud Land. Det gäller i praktiken bara norska baser. Andra forskningsbaser drivs utan styrning av norska myndigheter. Det finns bland annat svenska, tyska, ryska och sydafrikanska baser inom territoriet.